# Engler-Grad
Der Engler-Grad (E, °E, E°, nach Carl Oswald Viktor Engler) ist eine veraltete Maßeinheit zur Messung der Viskosität im Ingenieurwesen.
1 °E ist die Geschwindigkeit, mit der die Prüfflüssigkeit aus einer Kapillare ausfließt, im Verhältnis zur Ausflussgeschwindigkeit von Wasser.
Die Einheit wurde noch bis in die 1970er Jahre verwendet zur Angabe der Viskosität von (Motoren-)Ölen und anderen Schmiermitteln.

## Einzelnachweis
1. ↑  Donald Fenna: Engler degree. In: A Dictionary of Weights, Measures, and Units. Oxford University Press, 2002, ISBN 978-0-19-860522-5 (englisch, oxfordreference.com).